# 安巴阿拉吉戰役
12°59′39″N 39°30′13″E / 12.99417°N 39.50361°E
安巴阿拉吉戰役是第一次義大利衣索比亞戰爭中，奧勒斯特·巴拉蒂埃里與孟尼利克二世一連串交鋒的首場戰役。安巴阿拉吉是巴拉蒂埃里的前線陣地之一，駐軍由托斯里少將指揮的2,000名厄利垂亞傭兵擔綱。1895年12月7日，馬科涅諾公爵、威勒·貝圖爾公爵及曼格夏·約翰涅斯公爵三人指揮的孟尼利克前鋒隊發動了突襲，殲滅了義軍並殺了托斯里少將。
然而，安巴阿拉吉之役的挫敗卻給了巴拉蒂埃里一線希望：克里斯皮首相的內閣被這次慘敗所震驚，並同意另撥款兩千萬里拉（八萬鎊）以確保這個災難終止。